# Parata militare

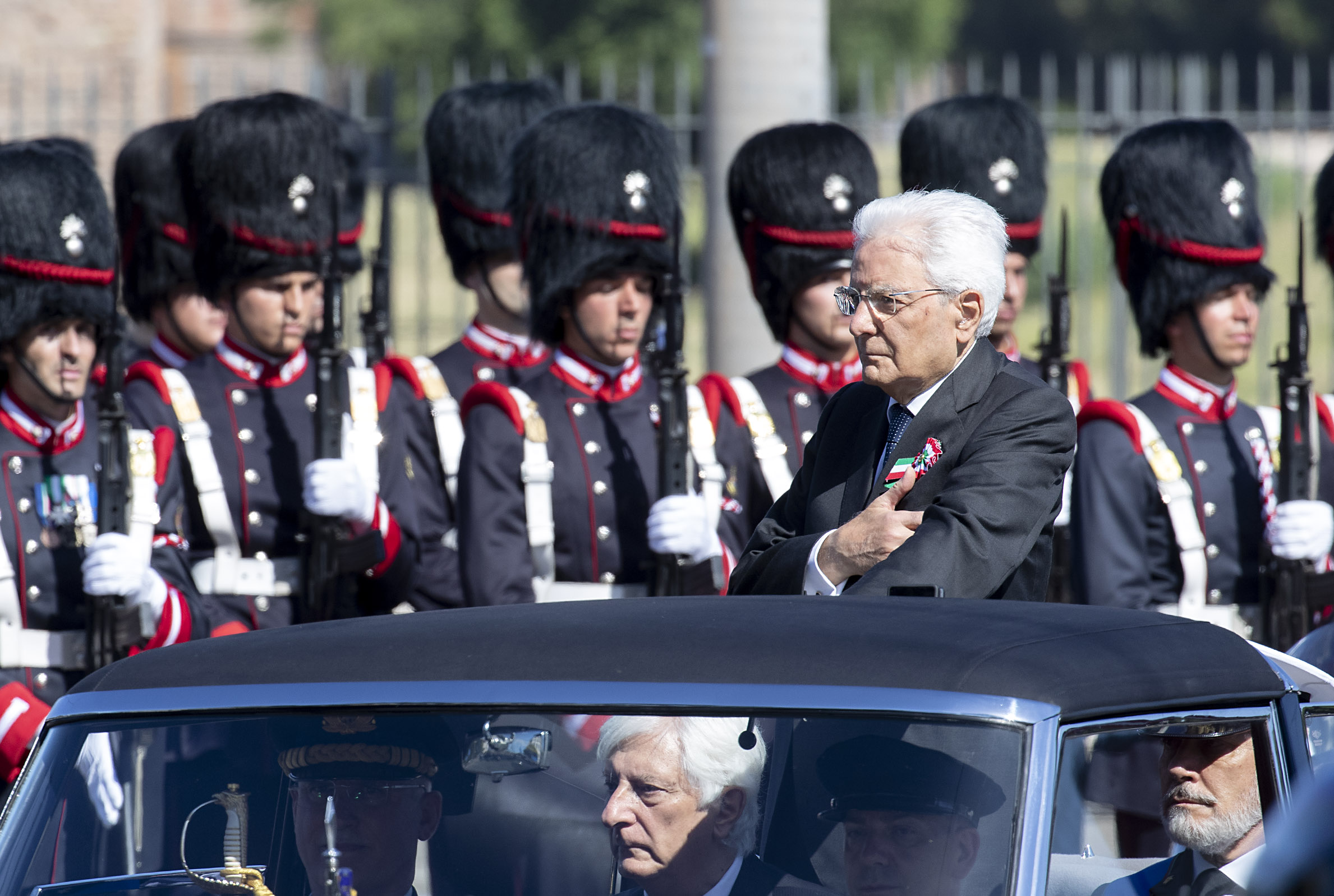
Sergio Mattarella, nel 2022, durante la parata della Festa della Repubblica

Una parata militare è una cerimonia militare in cui le forze armate di un paese marcano il loro potere, la loro disciplina e il loro orgoglio nazionale, una parata può ricorrere ad un anniversario o ad una storica di una battaglia o di guerre che hanno coinvolto il determinato paese nella storia.
Durante una parata militare, le truppe marciante mostrano le loro uniformi, le loro armi e le loro abilità marziali. 
Uno degli esempi più conosciuti sono le parate militari della Cina, della Corea del Nord oppure della Russia.

## Nel mondo

### Italia
In Italia la parata militare avveniva in diverse occasioni: durante il Regno d'Italia ogni 17 marzo in occasione per l'Unità d'Italia e per la commemorazione del Risorgimento; ed in epoca fascista nella stessa data della marcia su Roma; dal 1947 ogni 2 giugno in occasione della nascita della Repubblica Italiana.

### Cina
La Cina è rinomata per le sue monumentali parate militari, spesso organizzate in occasione dell'anniversario della repubblica. Il primo evento commemorativo di tale calibro fu allestito nel 1959, in occasione del 10º anniversario della Repubblica Popolare Cinese per volere di Mao Zedong. Ne seguirono altri, tra cui le celebrazioni del 35º anniversario (1984), del 50º (1999) e del 60º (2009). Nel 2019 venne organizzata la parata più grande e imponente della storia della repubblica, atta a celebrare il 70º anniversario della Repubblica Popolare Cinese. Il governo cinese ha organizzato parate militari anche al di fuori del contesto delle celebrazioni dell'anniversario della repubblica: per esempio, il 70º anniversario della fine della seconda guerra sino-giapponese celebra la vittoria del popolo cinese sui giapponesi durante la Seconda guerra mondiale.